# Salomé de Armenia
Salomé de Armenia, en  armenio: Սողոմե Արշակունի ,  georgiano : სალომე ; nacida en algún momento después de 297, murió alrededor de 361, fue una princesa armenia de la dinastía Arsácida que se casó con miembros de la dinastía Chosroid de Iberia. Era hija del rey Tiridates III de Armenia y la reina Ashkhen. Se la conoce por la  crónica georgiana medieval temprana La vida de los reyes. En la tradición georgiana, se la conoce como Salomé de Ujarma (სალომე უჯარმელი, salome ujarmeli, y después por un castillo donde se le atribuye haber erigido una cruz. Ha sido canonizada por las iglesias  armenia [cita requerida] y  georgiana.
Según las reconstrucciones genealógicas, Salomé tenía un hermano llamado  Khosrov III y una hermana de nombre desconocido que se casó con St. Husik I , uno de los primeros católicos de la Iglesia apostólica armenia.[cita requerida]

## Biografía
Se desconoce su lugar de nacimiento en Armenia y se sabe poco sobre sus primeros años de vida. Salomé nació en una fecha desconocida en algún momento después de 297. Su nombre de nacimiento era Beoun y cambió su nombre a Salomé después de casarse con Rev II de Iberia. Rev II fue el primer hijo del rey Mirian III de Iberia y su segunda esposa, la reina Nana de Iberia. Mirian III gobernó como rey de Iberia desde 284 hasta su muerte en 361. Rev II cogobernó con su padre como co-rey desde 345 hasta 361.
Mirian III estableció relaciones pacíficas con el emperador romano Constantino el Grande y Tiridates III, después de que Constantino declarara el cristianismo como la religión principal oficial del Imperio Romano. Como resultado de las relaciones establecidas de Mirian III, arregló que Rev II se casara con Salomé en 326. A través del matrimonio, Salomé se convirtió en Reina de Iberia y cogobernó con Rev II y sus suegros desde 345 hasta 361. Salomé dio a luz Rev II dos hijos: Sauromaces II de Iberia y Trdat, también conocido como Tiridates. A través de sus hijos, Salomé y Rev II tendrían más descendencia.
Rev II tenía un apacentamiento en Ujarma donde vivía con su esposo y su familia. Antes de convertirse al cristianismo, Salomé era seguidora del zoroastrismo. Salomé en 337 jugó un papel en la conversión de Iberia al cristianismo. Salomé es contemporánea y está asociada a la vida de  Santa Nino. Santa Nino fue la mujer que convirtió a los íberos a la fe cristiana.
Salomé junto con Perozhavra de Sivnia, una mujer noble que estaba casada con el gobernante de la región de Kartli, fueron los ayudantes y compañeros más cercanos de Santa Nino. Ambas mujeres, mientras servían en sus roles imperiales, lograron servir a Santa Nino.. Santa Nino enseñó a rezar a Salomé y Perozhavra; las mujeres ayunaron regularmente y ambas mujeres hicieron buenas obras. Como Salomé y Perozhavra eran mujeres de estatus social influyente, ambas ayudaron a Santa Nino a difundir la fe cristiana.
Después de que toda la familia real ibérica fuera convertida al cristianismo por Santa Niño de las órdenes de Mirian III, Salomé erigió una cruz en Ujarma. Cuando Santa Nino enfermó en el pueblo de Bodbe, Salomé y Perozhavra se pararon junto a la cama de Santa Nino y lloraron amargamente mientras ella se estaba muriendo. En su lecho de muerte, Santa Nino contó a Salomé y Perozhavra la historia de su vida. Santa Niño murió en algún momento entre 338 y 340.
Como dedicatoria para honrar la memoria de Santa Nino; como continuación de las obras de Santa Nino y continuar la expansión del cristianismo en Iberia, Salomé y Perozhavra escribieron una biografía sobre su vida titulada Santa Nino, The Life of Saint Nino, Enlightener of Georgia.
Salomé murió en una fecha desconocida alrededor del año 361, casi al mismo tiempo que murió su esposo. Salomé, junto con Perozhavra, son Santos en la Iglesia Ortodoxa Griega de Antioquía y la Iglesia ortodoxa georgiana. Su fiesta es el 15 de enero, día siguiente a la conmemoración de Santa Nino.